# Danske Magazin
Danske Magazin er det ældste eksisterende danske tidsskrift. Det udkommer uregelmæssigt, men har siden januar 1745 været udgivet af Det kongelige danske Selskab for Fædrelandets Historie. Indholdet er hovedsageligt kilder til dansk historie forsynet med noter og kommentarer, men til tider drejer det sig også om kildenære artikler.
Til at begynde med skred udgivelsen jævnt fremad, men da 6. bind var udkommet i 1752 gik der 32 år, før udgivelsen blev gentoptaget under Henrik Hielmstjernes ledelse, assisteret af Bolle Willum Luxdorph. Titlen blev da Nye Danske Magazin og udgivelsen af 1. bind strakte sig fra 1784 til 1796. I det hele taget var udgivelsen yderst uregelmæssig (2. bind 1806, 3. bind 1810, 4. bind 1823, 5. bind 1827 og 6. bind 1836). Herefter opgav man det nye navn og vendte tilbage til Danske Magazin og benævnte de nye udgivelser 3. række. Nye Danske Magazin betegnes derfor ofte som 2. række i dag. Med 3. række begyndte udgivelserne at blive mere regelmæssige.

## Danske Magazini skønlitteraturen
I to tilfælde nævnes Danske Magazin i dansk skønlitteratur. Første gang er hos N.F.S. Grundtvig i digtet Udby Have fra 1811, hvor han fortæller om ferierne fra opholdet i Tyregod præstegård:
Faldt det dig da ei paa Sinde,

At jeg paa den vilde Hede

Havde vandt mig til det Brede?

Det paa Alt sig mærke lod,

Allerbedst dengang jeg stod

Graadig for et Pulterskrin:

For det danske Magasin.

Alt jeg slugde, som der laa:

Præst Johan og Tyge Brahe,

Gamle Skøder ovenpaa,

Dronning Dorthe, Tage Thott,

Messedøden, Stort og Smaat!

Tærskersult og Tærskermave

Man til slig en Kost maa have,

Den endda fordøies seent.
Næste nævnelse kom i 1848, da H.C. Andersen i romanen De to Baronesser lader friskomager Hansen i Nellikegade læse højt af Danske Magazin:
Denne Aften var der ingen Comedie, og Hansen læste høit i dansk Magasin, læste om Mester Brockmann, Kong Christian den Andens Secretair, der i sin Ungdom havde studeret i Tydskland og blev der Magister, eller, som han kaldtes, Mester.

(citat fra Tredie Deel, III: Skomagerens Kjælder)
Det stykke, som Andersen lader Hansen læse højt, kan findes i 1. række, bind 6 fra 1752.

## Danske Magazins rækker
Hver række består af seks bind, og hvert bind er udgivet som hæfter. Af den nuværende 9. række er der således udkommet 1. bind i fire hæfter frem til og med 2004.
- 1. række: 1745-1752
- 2. række: 1784-1836
- 3. række: 1843-1860
- 4. række: 1864-1886
- 5. række: 1887-1909
- 6. række: 1909-1933
- 7. række: 1934-1957
- 8. række: 1958-1995
- 9. række: 1997-

## Vignet
Hvert bind af Danske Magazin har fra begyndelsen været forsynet med en vignet, der gennem tiderne har undergået mindre forandringer. Det grundliggende udseende har dog altid været det samme. Det centrale motiv er akssamling på en afhøstet mark, en efterhøst. I forgrunden sidder en person i skygge og ser på. Omkring motivet er anbragt forskellige genstande, der hentyder til selskabets samlinger, der i de første mange år var en central del af selskabets virksomhed: bøger, dokumenter med hængende segl, mønter og medaljer. På et enkelt dokument ses ordene "Spici legium", der dog nok skal læses som ordet spicilegium delt på to linjer, hvilket også antydes af, at ordet legium er indrykket på anden linje. Spicilegium (af latin spica, aks, og legere, samle) blev ofte brugt i ældre bogtitler i betydningen akssamling, efterhøst eller udvalg, hvorfor det har været naturligt at forsyne vignetten med netop disse ord. Det må dog bemærkes, at Anders Monrad Møller i sin lille afhandling om vignetten skriver, at "Spici legium" skal oversættes som aksbuket, resultatet af en efterhøst. Øverst er anbragt et bånd med teksten "TIL FLERES NYTTE" og nederst ses et hoved.
Selskabets forstander, Jacob Langebek, udlagde i første bind af Danske Magazin vignetten. Den virksomhed, som selskabet gav sig af med, var en efterhøst, der nok kunne give gode resultater, men ikke var noget at regne mod den egentlige høst, der før var sket ved både gode og onde "høstere". Til de gode af disse hørte samlere som Arild Huitfeldt, der havde reddet mange gamle dokumenter ved at få dem trykt, og til de onde er det nærliggende, at Langebek har regnet Københavns brand i 1728, da universitetsbiblioteket med alle dets skatte gik tabt. Med Langebeks egne ord:
"Vi samle de faa Ax, som Høsterne have levnet os, vi taale ikke, at de skal blive liggende for ondt Veir og Forraadnelse, vi optage dem til fleres Nytte, til Nytte for os og vore Brødre, til Nytte for vore Landsmænd og Fremmede, til Nytte for denne og den tilkommende Slegt."
Den oprindelige vignet blev vedtaget ved et møde i selskabet 5. marts 1745, hvor Jacob Langebek fremlagde den som tegning. Den blev udført af kobberstikkeren Odvardt Helmoldt von Lode (ca. 1726 – 1757) og fandt anvendelse i 1. række. Det sidste bind i denne række blev udgivet 1752, og det første bind i 2. række var først klar i 1794. På det tidspunkt var det oprindelig kobberstik ikke længere til rådighed, hvorfor kobberstikkeren Andreas Flint (1767 – 1824) lavede et nyt. I forhold til det oprindelige skete der nu nogle mindre ændringer. Fx havde det oprindelige stik havde en høstvogn i baggrunden, der ikke kom med i 1794. Vignettens format blev også et par millimeter mindre i højden og en halv centimeter mindre i bredden.
Det nye stik blev anvendt i de tre bind, der udkom frem til 1810. Det næste bind lå først færdigt i 1823 og tilsyneladende havde man nu igen mistet stikket. Et nyt stik blev bestilt hos H.G.F. Holm (1803 – 1861, der atter lavede en række mindre ændringer. På flere måder kom vignetten nu tættere på det oprindelige udseende, men høstvognen manglede stadig. Der blev føjet skygger til, både på hovedmotivet og på båndet foroven.
Holms stik blev anvendt på den resterende del af 2. række samt 3. og 4. række. Så var det til gengæld også slidt op. Trykketeknisk havde man nu også andre muligheder end kobberstik, der efterlod en trykrand og en lettere smudsig firkant omkring vignetten (Holms kobberplade kan således nemt måles til at have været 10 cm × 8 cm). Magnus Petersen (1827 – 1917) udførte en "chemitypie", der kunne anvendes som kliché. Udseendet blev i højere grad som den oprindelige vignet – høstvognen dukkede op igen – men i mindre detaljer er der også afvigelser.
Petersens kliche blev benyttet i perioden 1889–1995; fra 1943 også i alle andre publikationer fra selskabet. Eneste lille ændring var, at der fra 7. rækkes 4. bind (1948) blev tilføjet teksterne "Facs. efter O.H.Lode" og "Chem. af M.Petersen" med spejlskrift nedenunder. Da første bind af 9. række blev fuldendt i 2004 valgte selskabet at gå tilbage til Holms version.